# 追跡者 (1998年の映画)
『追跡者』（ついせきしゃ、原題: U.S. Marshals）は、1998年公開のアメリカ映画。殺人容疑で逮捕され護送中に逃亡した元CIA特殊工作員を連邦保安官代理が追うサスペンス映画。
1993年の映画『逃亡者』のスピンオフ作品であり、その登場人物であるジェラード連邦保安官上級代理（本作では昇進した）と、その部下の活躍を描く。

## ストーリー
シカゴで起きた一件の交通事故で、元CIA特殊工作員のシェリダンはニューヨークで起きた殺人事件の犯人として緊急逮捕され、ニューヨークに護送されることになった。シェリダンは他の囚人とともに、連邦保安官上級代理ジェラードが同乗する護送機に乗せられる。だが離陸してまもなく、シェリダンは他の中国人の囚人に殺されかけ、その際に破損した機体は急降下しオハイオ川に墜落し、事故に乗じてシェリダンは消える。こうしてジェラードと逃亡犯シェリダンとの追走劇が始まるが、捜査には、国務省外交保安局捜査官のジョン・ロイスも加わることになった。

## 登場人物
サミュエル・ジェラード（Samuel Gerard）
演 - トミー・リー・ジョーンズ
本作の主人公で「追跡者」。連邦保安官上級代理。ニューヨークで起きた殺人事件でシェリダンを緊急逮捕したことがきっかけでシェリダンの追跡の裏に隠された真実にたどり着くこととなる。容疑者に対する執念深さは相変わらず。
愛用の拳銃は40口径のグロック22。
マーク・Ｊ・シェリダン(Mark J. Sheridan)
演 - ウェズリー・スナイプス
本作の「逃亡者」で「ウォレン」や「ロバーツ」といった偽名をつかう元CIAの特殊工作員。外交保安局捜査官2名を殺害した罪でジェラードに緊急逮捕される。ニューヨークに護送される際、暗殺の為に搭乗していた中国人囚人のリンに命を狙われたことがきっかけで、ジェラードの追跡から逃げつつ、自分を罠にかけた裏切り者を探すことを決意する。
ジョン・ロイス(John Royce)
演 - ロバート・ダウニー・Jr
シェリダンの捜索のためにジェラードの合同部隊（Joint Task Force。複数の機関が同じ事件を追っている場合に、手柄争い・管轄争いを防ぐ為、着手した捜査官達で編成される）に配属された外交保安局の捜査官。シェリダンを逮捕するためなら手段を選ばないが、実は中国に情報を流していた張本人で、身代わりとして選んだシェリダンを暗殺しようとしていた裏切り者。終盤で本性を露わしニューマンを射殺した後、カナダに向かう貨物船でジェラードとシェリダンが揉み合いになっているところを銃で狙い、重傷を負わせ逮捕する。ジェラードがコーヒーを買いに離れ、見張りの警官を追い払った隙を突いてベッドで寝ているシェリダンを殺害しようともくろむが、わざとコーヒーを買いに行ったジェラードに見つかり彼を射殺しようとするも、事前に弾を抜き取られていたために失敗。予備の銃で最後の抵抗をするもジェラードに射殺された。
マリー
演 - イレーヌ・ジャコブ
シェリダンの恋人。献身的でシェリダンの医療費を支払ったり、逃亡する彼を支援する。
コズモ・レンフロ (Cosmo Renfro)
演 - ジョー・パントリアーノ
ジェラードの4人の部下のひとり。チェンの逮捕の際、シェリダンが運転する車にぶつかり右腕を負傷してしまう。
ボビー・ビッグズ (Bobby Biggs)
演 - ダニエル・ローバック
ジェラードの4人の部下のひとり。
サヴァナ・クーパー(Savannah Cooper)
演 - ラターニャ・リチャードソン
ジェラードの4人の部下のひとり。黒人の女性。
ノア・ニューマン (Noah Newman)
演 - トム・ウッド
ジェラードの4人の部下のひとり。終盤、本性を現したロイスに撃たれ、搬送先の病院で死亡してしまう。
フランク・バロウズ(Frank Barrows)
演 - リック・スナイダー
外交保安局の特別捜査官。ロイスの同僚だが、実は、ロイスと共に中国に外部漏洩をしていた共犯者。防犯カメラを見ていたシェリダンによって素性が発覚し、教会でシェリダンに問い詰められるが、チェンの凶弾に倒れる。
シャン・チェン(Xiang Chen)
演 - マイケル・ポール・チャン
中国人のスパイで国連派遣員という表向きの顔を持つ。終盤でバロウズを射殺し、ジェラードらとの銃撃戦の末、ビックスとクーパーに逮捕される。
ヴィンセント・リン(Vincent Rin)
演 - ジェームズ・シー
中国人マフィアの殺し屋で殺人の罪で終身刑判決を受けた中国系の囚人。上告を却下されて刑務所に移送されるところ、警備をかいくぐりシェリダンを射殺しようとするが、彼に阻止された挙句、発砲で窓ガラスが割れて機体の損傷を招き、輸送機の外に放り出された上、古民家の屋根をぶち破る形で風呂に墜落し死亡した。高高度から落下したこともあってか、死体発見時の状況から、死体の損壊が原形をとどめていなかった模様（連絡を受けた保安官曰く何らかの料理に例えていたらしく、原語版では「ガンボスープ」、ソフト版の字幕では「シチューの骨」、ソフト版の吹き替えでは「シチュー鍋」、テレビ東京版では「煮込まれたシチューの肉」、テレビ朝日版では「骨と身がぐちゃぐちゃになったミンチボール」の状態だった）。皮肉にもシェリダンを殺すはずの彼が招いた事態が捕まっていたシェリダンの逃亡の切っ掛けとなった。
キャサリン・ウォルシュ（Catherine Walsh）
演 - ケイト・ネリガン
連邦保安官（ジェラードの上司で全米50州それぞれにある支局の局長）。

## キャスト
| 役名                                     | 俳優                           | 日本語吹替                                | 日本語吹替                    | 日本語吹替                                    |
| 役名                                     | 俳優                           | ソフト版                                  | テレビ朝日版                  | テレビ東京版                                  |
| ---------------------------------------- | ------------------------------ | ----------------------------------------- | ----------------------------- | --------------------------------------------- |
| サミュエル・ジェラード連邦保安官上級代理 | トミー・リー・ジョーンズ       | 菅生隆之                                  | 菅生隆之                      | 小林清志                                      |
| マーク・J・シェリダン                    | ウェズリー・スナイプス         | 山路和弘                                  | 江原正士                      | 大塚明夫                                      |
| ジョン・ロイス外交保安局捜査官           | ロバート・ダウニー・Jr         | 堀内賢雄                                  | 森川智之                      | 宮本充                                        |
| マリー                                   | イレーヌ・ジャコブ             | 藤貴子                                    | 渡辺美佐                      | 井上喜久子                                    |
| コズモ・レンフロ連邦副保安官             | ジョー・パントリアーノ         | 田中正彦                                  | 野島昭生                      | 野島昭生                                      |
| ノア・ニューマン連邦副保安官             | トム・ウッド                   | 仲野裕                                    | 中原茂                        | 中原茂                                        |
| キャサリン・ウォルシュ連邦保安官         | ケイト・ネリガン               | 一柳みる                                  | 塩田朋子                      | 弥永和子                                      |
| ボビー・ビッグス連邦副保安官             | ダニエル・ローバック           | 津田英三                                  | 沢木郁也                      | 金尾哲夫                                      |
| サヴァナ・クーパー連邦副保安官           | ラターニャ・リチャードソン     | 唐沢潤                                    | 金野恵子                      | 富本牧子                                      |
| バートラム・ラム外交保安局局長           | パトリック・マラハイド         | 山野史人                                  | たかお鷹                      | 麦人                                          |
| フランク・バロウズ特別捜査官             | リック・スナイダー             | 伊藤栄次                                  | 手塚秀彰                      | 辻親八                                        |
| シャン・チェン                           | マイケル・ポール・チャン       | 掛川裕彦                                  | 相沢正輝                      | 中博史                                        |
| ヘンリー連邦保安官                       | ジョニー・リー・ダヴェンポート | 松本大                                    | 福田信昭                      | 田中正彦                                      |
| キム刑事                                 | ドナルド・リー                 | 後藤敦                                    | 田中正彦                      | 楠見尚己                                      |
| スターン                                 | マット・デカロ                 |                                           | 福田信昭                      | 辻親八                                        |
| ヴィンセント・リン                       | ジェームズ・シー               |                                           | 吉田孝                        | 武藤正史                                      |
| 727パイロット                            | スティーヴ・キング             | 小島敏彦                                  | 塚田正昭                      | 楠見尚己                                      |
| ポー保安官                               | トレイシー・レッツ             |                                           | 星野充昭                      | 斉藤次郎                                      |
| アール                                   | レイ・トーラー                 |                                           | 塚田正昭                      | 石住昭彦                                      |
| マーサ                                   | ブレンダ・ピックルマン         |                                           | 竹口安芸子                    |                                               |
| スターク                                 | ロレンゾ・クレモンズ           | 青山穣                                    | 堀部隆一                      |                                               |
| ホルト                                   | ミンディ・ベル                 |                                           | 堀越真己                      |                                               |
| 日本語版スタッフ                         |                                |                                           |                               |                                               |
| 演出                                     | 演出                           | 福永莞爾                                  | 蕨南勝之                      | 高橋剛                                        |
| 翻訳                                     | 翻訳                           | 中島多恵子                                | 平田勝茂                      | 武満眞樹                                      |
| 調整                                     | 調整                           | 上村利秋 新井保雄                         | 山田太平                      | 長井利親                                      |
| 録音                                     |                                | 上村利秋 新井保雄                         |                               |                                               |
| 効果                                     | 効果                           | 中西真澄 米屋林太郎                       | リレーション                  | リレーション                                  |
| 編集協力                                 | 編集協力                       |                                           | IMAGICA 永吉敬文              |                                               |
| 担当                                     | 担当                           |                                           |                               | 柴川謙一 大畠康裕                             |
| 配給                                     | 配給                           |                                           |                               | ワーナー・ブラザース テレビ東京メディアネット |
| プロデューサー                           | プロデューサー                 | 東慎一                                    | 清水裕美 圓井一夫             | 久保一郎 バブルネック涼 寺原洋平              |
| 制作協力                                 | 制作協力                       |                                           | ViViA 清宮正希                |                                               |
| 制作                                     | 制作                           | ワーナー・ホーム・ビデオ プロセンスタジオ | ムービーテレビジョン          | ムービーテレビジョン                          |
| 初回放送                                 | 初回放送                       | N/A                                       | 2001年2月4日 『日曜洋画劇場』 | 2004年4月15日 『木曜洋画劇場』                |

### 吹き替えに関して
テレビ朝日版は『逃亡者』と同じスタッフが起用されたが、ジェラード保安官の吹替に小林清志ではなくソフト版を担当した菅生隆之が起用されるなど、続投キャストの吹替声優の一部が引き継がれなかった。その点を踏まえテレビ東京版は『逃亡者』とキャストを統一する目的で新録。再放送ではこちらが主流となっている。

## スタッフ
- 監督：スチュアート・ベアード
- 脚本：ジョン・ポーグ